# Cseri
Cseri (szlovákul: Cerovo) község Szlovákiában, a Besztercebányai kerületben, a Korponai járásban.

## Fekvése
Korponától 15 km-re délkeletre, 440 m magasan fekszik. Cseri 2000 hektáros területével a korponai régió egyik legnagyobb területű községe.

## Története
A község területén a korai bronzkorban a lausitzi kultúra települése állt, de a római korból is kerültek elő leletek.
1273-ban Chery alakban említi először oklevél. Neve a cser (cserfa) növénynévből származik. A Hont nembeli Demeter, majd később helyi nemesek, valamint Csábrág várának birtoka volt.

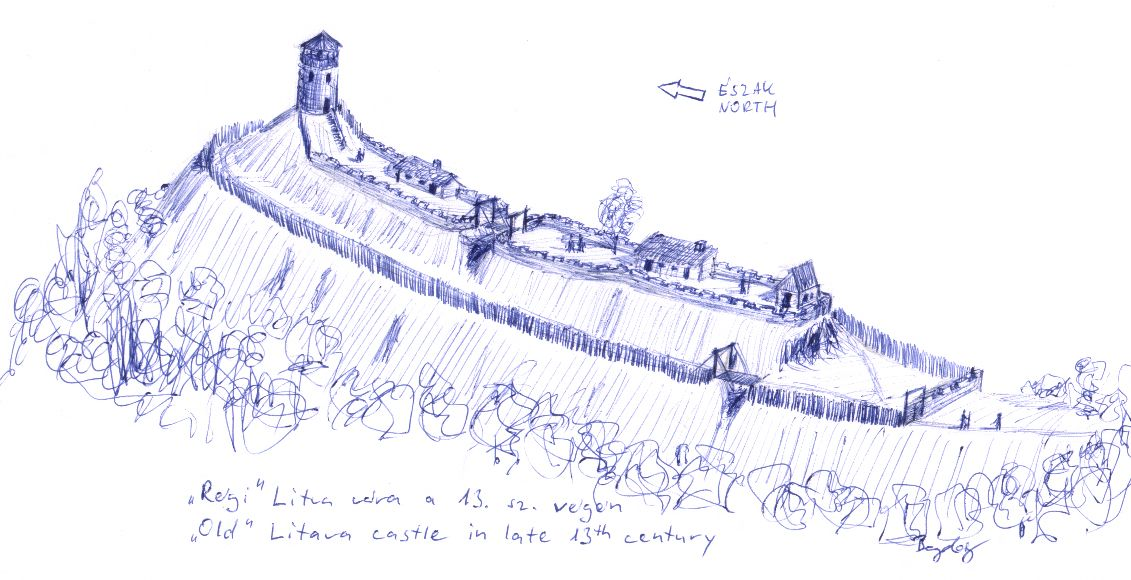
A régi Litva várának rekonstrukciós rajza

A falutól délnyugatra lévő Pusztavár-hegy északi végében található „régi” Litva (vagy másik nevén Haradnok) várát a Hont-Pázmány nemzetségbe tartozó Hont vagy fia, Nagy Ders (Dezső) építtette. Először 1276-ban említik. Ekkor Hontpázmány nemzetségbeli Lampert unokái, Kis Ders és Demeter elfoglalták, és a várban őrzött 3000 márka értéket és okleveleket elrabolták. A király e tettükért jószágvesztésre ítélte őket és birtokaikat Nagy Dersnek juttatta. Még 1307 előtt a Hontpázmány nemzetségbe tartozó Nagy Ders fia, Túri Kövér Miklós cserében átadta Litva várát a rokon Hunt fiainak, Dersnek és Demeternek. 1318-ban a Hont-Pázmány nemzetségbeli Ders fia Tamás mester tiltakozott, hogy Csák Máté elfoglalta Litva várát, s őt elűzte onnan. Nem sokkal ezután – valószínűleg a tartományúri harcok során – a vár elpusztult. Tőle északnyugatra, 3 kilométerre azonban egy másik hegyen új várat építettek, mely szintén a „Litva-vár” nevet kapta, a 15. századtól pedig már Csábrágnak nevezik.
A falu a 15. század első felében elnéptelenedett, majd a huszita harcok után népesült be újra. Állítólag régi temploma is a huszita templomépítészet jegyeit viselte magán. Ezt a templomot 1855-ben lebontották. A 16. században Cseri is protestáns falu lett, melynek következtében a lakosság többsége ma is evangélikus. Lakói mezőgazdasággal, erdei munkákkal, csipkeveréssel, szövéssel, fonással foglalkoztak. 1715-ben kúria, malom és 73 háztartás volt a faluban. 1828-ban 192 házában 1156 lakos élt. A 19. században a Coburg család birtokolta.
Vályi András szerint „CSERI. Tót falu Hont Vármegyében, birtokosai külömbféle Urak, lakosai katolikusok, és evangelikusok, fekszik Litavához nem meszsze, mellynek filiája. Határbéli legelője alkalmatosan elég, fája mind a’ kétféle, de mivel szőlő hegye nintsen, ’s hegyen fekszik a’ helység, az itatásban fogyatkozása vagyon, és földgye is soványos lévén, harmadik Osztálybéli.”
Fényes Elek szerint „Cseri, (Cserovo), nagy tót falu, Hont vgyében, a csabrági várhoz 1/2 mfd. 14 kath. 1125 evang. lak. Evang. anyatemplom. Tágas határja hegyes, kősziklás, és sovány. Erdeje roppant. F. u. H. Coburg. Ut. p. B.-Gyarmat.”
A trianoni békeszerződésig Hont vármegye Korponai járásához tartozott.

## Népessége
| Év:            | 1994. | 2004.    | 2014.   | 2024.   |
| -------------- | ----- | -------- | ------- | ------- |
| Emberek száma: | 656   | 578      | 573     | 562     |
| Eltérés:       |       | -11,89 % | -0,86 % | -1,91 % |

| Év:            | 2023. | 2024.   |
| -------------- | ----- | ------- |
| Emberek száma: | 558   | 562     |
| Eltérés:       |       | +0,71 % |

1910-ben 757, túlnyomórészt szlovák lakosa volt.
2001-ben 601 lakosából 579 szlovák volt.
2011-ben 595 lakosából 548 szlovák.

## Neves személyek
- Itt született 1882-ben Zoch Sámuel (Samuel Zoch) evangélikus lelkész, politikus.
- Itt született 1884-ben Gustáv Zoch evangélikus lelkész, író.
- Itt született 1905-ben Oskár Ferianc szlovák természettudós, entomológus, ornitológus.

## Nevezetességei
- Evangélikus temploma 1855 és 1859 között épült a lebontott régi, gótikus templom helyén.
- A falu népi építészetének számos példája ma is megtalálható.
- Különösen szép a falu népviselete.
- A Pusztavár-hegy északi végében „régi” Litva várának csekély romjai.